# Wort

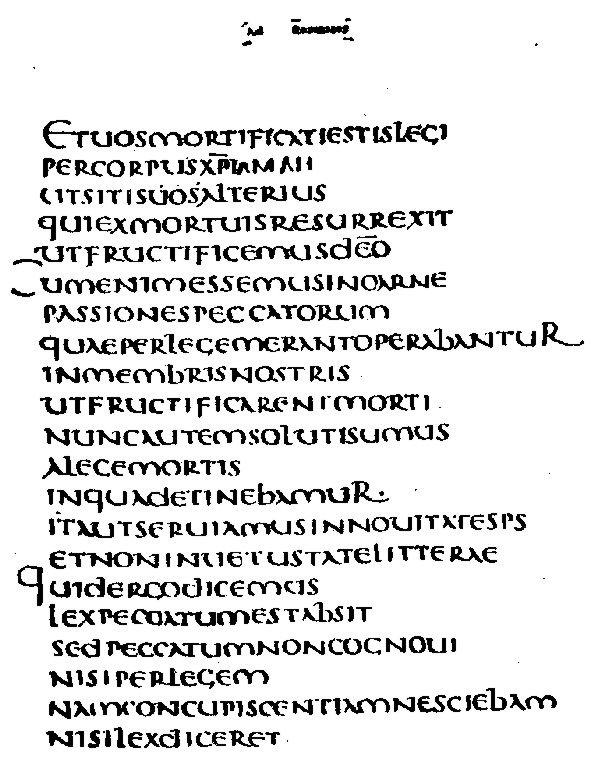
Lateinischer Text ohne erkennbare Wortumbrüche

Ein Wort (wahrscheinlich verwandt mit lateinisch verbum) ist eine selbständige sprachliche Einheit. In der natürlichen Sprache besitzt das Wort – im Gegensatz zu einem Laut oder einer Silbe – eine eigenständige Bedeutung, womit es zu den Symbolen (Bedeutungsträgern) gehört.
Ob „Wort“ in der Sprachwissenschaft eine präzis definierbare Kategorie ist, ist umstritten. So stellte Ferdinand de Saussure den Begriff „Wort“ völlig zurück und sprach stattdessen schlicht vom „Zeichen“. Mit einem Wort ist mitunter auch eine Abstraktion von der konkreten Wortform gemeint („Baum“ und „Bäume“ als Formen ein und desselben Wortes), solche Vorstellungen erfahren in der Semantik unter dem Begriff des Lexems präzisere Beschreibungen.
Das „Wort“ wird begrifflich vom Phonem, vom Morphem, dem Syntagma sowie dem Satz abgegrenzt. Allerdings kann tatsächlich auch ein einziges Wort einen Satz bilden, genauso wie ein Wort aus nur einem einzigen Morphem und dieses wiederum aus nur einem einzigen Phonem bestehen kann. Ein Beispiel ist die lateinische Form ī „geh!“ (der Imperativ zum Verb ire „gehen“).

## Plural
Für „Wort“ gibt es zwei Pluralformen. Idealtypisch ist die folgende semantische Unterscheidung üblich:
- Wörter bezieht sich auf einzelne oder vereinzelte Objekte.
- Worte bezieht sich auf eine Äußerung, einen Zusammenhang bildende Wörter.

Der Plural von Wort lautet dann Wörter, wenn es um das Auftreten mehrerer einzelner davon geht („Das Verzeichnis enthält 100.000 Wörter“). Von Worten spricht man hingegen bei der Verwendung von Wörtern in feststehenden Zusammenhängen (Dankesworte, Grußworte, i. W.) oder geläufigen Ausdrücken (ehrliche Worte, leere Worte, letzte Worte).
Laut dem Deutschen Wörterbuch ist diese Unterscheidung im Mittelhochdeutschen bezeugt und hat sich im 16. Jahrhundert verstärkt durchgesetzt, wobei jedoch der Plural „Worte“ selbst in hochrangiger Literatur auch für Wörter ohne Zusammenhang benutzt wird. Der Sprachgelehrte Justus Georg Schottelius postulierte jene semantische Unterscheidung im 17. Jahrhundert.
Wort bezeichnet als Kollektivum auch eine bedeutsame, kurze Aussage (Ein Wort der Weisheit, Machtwort), insbesondere wenn sie eine feste Form bilden, in die Einschübe nicht möglich sind (etwa in Sprichwort). Diese bestehen ihrerseits aus mehreren grammatikalischen Wörtern. Der Plural Worte ist hierbei erforderlich. Wörter der Weisheit ist somit ein Oxymoron.
Des Weiteren bezeichnet das Wort als Singularetantum – von dem hierbei kein Plural gebildet werden kann – eine Lehre (z. B. das Wort Gottes) oder ein Versprechen (z. B. sein Wort brechen).

## Entstehung
Wörter gehören zu den ältesten abstrahierenden symbolischen Formen der Menschheit. Ob nicht z. B. Bilder älter sind, ist eine empirisch schwer beantwortbare Frage (vgl. Urgesellschaft). Voraus gingen ihnen jedenfalls erfahrungsbewährte Wiederholungen konkreter Handlungen. Ob sich bestimmte Urwörter durch Methoden der Vergleichenden Sprachwissenschaft aufweisen lassen, ist zweifelhaft (da bereits die Rekonstruktion von Makrofamilien strittig ist).

## Charakterisierung
Je nach Blickwinkel sind verschiedene Kriterien möglich, um Wörter zu identifizieren, die je nach theoretischem Hintergrund und Erkenntnisinteresse miteinander kombiniert oder ergänzt werden. Unter dem Ausdruck „Wort“ kann phonetisch-phonologisch, graphematisch, morphologisch, syntaktisch oder lexikalisch-semantisch je Verschiedenes verstanden werden:

### Übersicht
Phonologisches Kriterium (Wortgestalt)
phonologisches, phonem(at)isches Wort
Wörter sind Phonemketten (Lautfolgen), die durch Grenzsignale wie zum Beispiel Pausen theoretisch isolierbar sind bzw. bestimmten Regeln der Silbenbildung entsprechen.
Im Deutschen gibt es innerhalb jedes Wortes genau eine Hauptakzentsilbe. In anderen Sprachen, wie beispielsweise dem Französischen, werden die Wörter beim Sprechen stark aneinander gebunden und miteinander verschmolzen. Das führt dazu, dass eine vom Schriftbild ausgehende Definition stark von einer lautorientierten Definition abweichen kann. Nach dem phonetischen Kriterium zählen auch Interjektionen wie äh usw. zu den Wörtern.
Orthografisches Kriterium (Wortgestalt)
grafisches, graphem(at)isches Wort
Ein Wort ist eine Graphemkette (Buchstabengruppe) zwischen zwei Trennzeichen, meistens Leerzeichen.
Dieser Begriff bezieht sich auf Schriften mit Trennzeichen.
Morphologisches Kriterium (Wortform)
morphologisches, morphem(at)isches Wort
Ein Wort ist eine möglichst kleine sprachliche Einheit, die eine Bedeutung trägt und frei vorkommen kann.
In dieser Definition entspricht Wort etwa einem freien Morphem, das aber durch Derivationsmorpheme erweitert sein kann (Bsp.: Herr, herrlich, verherrlichen). Ein so definiertes Wort kann mit Flexionsmorphemen versehen werden, wodurch man die Wortformen dieses Wortes erhält (zum Beispiel Frau, Frauen; laut, lauter; mache, machst, macht).
Syntaktisches Kriterium
syntaktisches Wort
Syntaktische Wörter können definiert werden als „kleinste verschiebbare und ersetzbare Einheiten des Satzes.“ oder Atome, mit denen man grammatische Sätze beschreiben kann. Dieser Begriff bezeichnet demnach die syntagmatische Eigenschaft, als atomare Einheit zu dienen, auf die Satzbauregeln sich beziehen können; der Begriff muss dann also auch nicht mit dem Wortbegriff der Morphologie, z. B. dem flektierten Wort (einer „Wortform“) zusammenfallen. Syntaktische Wörter können eine eindeutige Wortform haben (Beispiel: fliegen. fliege. fliegst …), dies ist aber nicht zwingend so (Beispiel: die/der/den/den Fliegen).
Andere Autoren unterscheiden jedoch nicht zwischen Wortform und syntaktischem Wort, sondern bezeichnen als syntaktisches Wort „jede spezifische grammatische Ausprägung eines Wortes“, präziser: eines „Lexems“. Die Einbeziehung semantischer Gesichtspunkte lässt – teilweise – das syntaktische Wort wie folgt charakterisieren: „Es ist ein Lexem, das so weit mit Merkmalen ausgerüstet ist, dass man damit syntaktische Ausdrücke – Phrasen und Sätze – bauen kann.“
Probleme für einen rein syntaktischen Wortbegriff werfen zum Beispiel die trennbaren Verben im Deutschen auf, deren Bestandteile sich zwar voneinander trennen lassen (aufessen, er isst auf), aber trotzdem als Ganzes ersetzbar sind.
Semantisches Kriterium (Wortparadigma)
lexikalisches Wort, Lexem
In semantischer Hinsicht sind Wörter kleinste, relativ selbstständige Träger von Bedeutung, die im Lexikon angeführt sind.
Die Bedeutung von Wörtern wird aber von ihrem Äußerungskontext mitbestimmt und ist deshalb nicht ohne weitere Untersuchungen fassbar. Einigen Wörtern lässt sich keine lexikalische Bedeutung zuordnen, allenfalls eine grammatische (Funktionswörter).
Beispielsweise sind die Ausdrücke fliegt, flog, fliegend und geflogen vier Wortformen eines Lexems.

### Diskussion der Abgrenzungsversuche

#### Abgrenzung nach Leerstellen
Orthographische Abgrenzungskriterien werden vielfach abgelehnt. Dies geschieht aus innersprachlichen und aus sprachvergleichenden Gründen:
- Für die Ablehnung eines orthographischen Abgrenzungskriteriums spricht, dass die Getrenntschreibung teilweise fakultativ ist. Beispiel: auf Grund oder aufgrund.[19]
- Trennbare Wörter sollten als ein Wort aufgefasst werden können.[20] Beispiel: anrufen – (ich) rufe an.
- Nach der alten Rechtschreibung schrieb man spazierengehen, nunmehr spazieren gehen. Man kann nach der neuen Rechtschreibung sowohl spazierengehende Menschen als auch spazieren gehende Menschen schreiben. Spazierengehen und spazieren gehen erscheinen als ein Wort.[21]
- Es ist unklar, wie Bindestrich- und Apostrophschreibungen gezählt werden sollen.[22]
- Der Sprachvergleich zeigt zudem, dass Wortgrenzen konventionell sind. So steht der türkische Ausdruck alabileceğim für ich werde kaufen können.[23]
- Auch ist nicht überzeugend, dass zum Beispiel Waschmaschine ein Wort, der englische Ausdruck washing machine als aus zwei Wörtern bestehend angesehen wird.[24]
- Es sind auch nicht alle Sprachen verschriftlicht[25] und nicht alle schriftlichen Sprachen arbeiten mit Buchstaben.[26]
- Einige Sprachen oder Schriftsysteme kennen keine Leerstellen zwischen Wörtern, wie etwa Thai oder Chinesisch.

Für den Sprachwissenschaftler Johannes Volmert (* 1940) ist die orthographische Wortdefinition „tautologisch, denn in die Schreibkonventionen ist das Vorverständnis dessen, was ein Wort ist und wo seine Grenzen sind, schon eingegangen“.

#### Abgrenzung nach Sprechpausen
Das Wort als lautliche Einheit (phonologisches Wort) wird zwar weniger als das Wort als grafische Einheit (orthographisches Wort) kritisiert, erscheint aber letztlich entsprechend kritisierbar: die Definition erscheint zirkulär, weil die Einheit des Wortes nicht durch Pausen, sondern (etwaige) Pausen durch die Einheit des Wortes bedingt sind.
- Pausen kann man auch zwischen Silben setzen, ohne dass diese dadurch zu Wörtern würden. Beispiel: wi-ki-pe-di-a bleibt ein Wort, auch wenn man zwischen jeder Silbe eine Pause setzt.
- Man macht normalerweise in den meisten Sprachen beim realen Sprechen keine Pause zwischen allen Wörtern.[29]
- Insbesondere bei polysynthetischen Sprachen kann das Erkennen von Pausen zwischen Wörtern extrem schwierig sein, so dass man besser andere Kriterien wie die Betonung heranzieht.

## Klassifikation
In der Grammatik werden Wörter nach Wortarten (zum Beispiel Substantiv, Adjektiv, Verb …) unterschieden und hinsichtlich Satzstellung, Flexion, Tonalität (in Tonsprachen wie Mandarin-Chinesisch) usw. untersucht.
Es gibt verschiedene Ansätze, Wörter nach Wortarten zu gliedern. Es werden syntaktische, morphologische und funktionale Kriterien verwendet. Im Wesentlichen geht die heutige Klassifikation schon auf die Antike (Dionysios Thrax) zurück.

## Aufbau
Wörter bestehen aus Morphemen, das sind die kleinsten bedeutungstragenden Einheiten im Sprachsystem, in flektierenden Sprachen aus Stamm- und Flexionsmorphem (Haus+es). In einer isolierenden Sprache wie im klassischen Chinesisch oder Vietnamesischen hingegen gibt es keine Flexion.

## Arten von Wörtern

### Geschriebene Wörter
Geschriebene Wörter werden mit Buchstaben, Schriftzeichen oder Symbolen dargestellt und in vielen Sprachen durch Leerzeichen vor dem Wort oder Satzzeichen voneinander abgetrennt. Im klassischen Chinesischen entspricht jedem Zeichen ein Wort, ein Morphem und eine Silbe.

### Gesprochene Wörter
Gesprochene Wörter bestehen aus Silben, die wiederum aus einem oder mehreren Phonemen (Lauten) bestehen. In manchen Sprachen kommen bedeutungsunterscheidende Töne hinzu (Mandarin-Chinesisch, Hausa, Vietnamesisch), sie werden Tonsprachen genannt (vgl. auch die Intonation deutscher Interjektionen wie „hm“). In Akzentsprachen wie dem Deutschen hat jedes Wort eine Hauptakzentstelle. In der gesprochenen Sprache liegt potenziell vor und hinter dem Wort eine kurze Pause.

## Wortschatz
Ein großer Teil des deutschen Wortschatzes besteht aus Wörtern, die anderen Sprachen entstammen, so genannten Fremd- und Lehnwörtern. Der Anteil der Entlehnungen am Wortschatz ist in verschiedenen Sprachen unterschiedlich hoch. So wurden im Englischen unter rund 80.000 Wörtern fast 75 % nichtgermanischen Ursprungs gezählt. In einem deutschen etymologischen Wörterbuch wurden unter knapp 17.000 Wörtern über 30 % Entlehnungen ermittelt.
Mit den 207 häufigsten Wörtern im Wortschatz eines deutschen Muttersprachlers lassen sich bereits 50 % eines fast beliebigen Textes darstellen. Davon sind einsilbige Wörter die häufigsten. Je länger ein Wort, desto geringer seine Häufigkeit. Diese Beobachtung kann man in nahezu allen Sprachen machen. Das zugrundeliegende Prinzip nennt sich Zipfsches Gesetz beziehungsweise Huffman-Kodierung.
Das „Wort“ hat in viele deutsche Sprichwörter Eingang gefunden. Wanders Deutsches Sprichwörter-Lexikon zählt nahezu 1000 Sprichwörter mit „Wort“ auf, sieht man von Wörtchen, Wörterbuch, Wortklauber, Wörtlein, Wortspiel und Wortstrafe ab.

## Trivia
Es ist inzwischen ein Sport daraus geworden, sich in einer vorgegebenen Zeit möglichst viele Wörter zu merken. Der Weltrekord für fünfzehn Minuten liegt bei 214 Wörtern. Um solche Gedächtnisleistungen zu vollbringen, greifen die Gedächtnissportler auf verschiedene Mnemotechniken zurück.
Als längstes bekanntes Protein hat Titin nach den Regeln der IUPAC auch den längsten systematischen Namen einer chemischen Verbindung. Bei diesem generischen Namen handelt es sich um die Aneinanderreihung der Aminosäurennamen in der richtigen Abfolge, also in der Primärstruktur des Proteins. Der systematische Name von Titin beginnt mit „Methionyl…“ und endet mit „…isoleucin“. Das Wort besteht aus 189.819 Buchstaben.
Als längstes deutsches tatsächlich verwendetes Wort ohne Bindestriche gilt „Vermögenszuordnungszuständigkeitsübertragungsverordnung“ (VZOZÜV) mit 56 Buchstaben. Das längste im Duden verzeichnete Wort ist hingegen „Kraftfahrzeug-Haftpflichtversicherung“ mit 36 Buchstaben.
Zu den Worten mit der größten sprachenübergreifenden Ähnlichkeit gehört ein Fragewort das im deutschen „Häh(?)“ lautet, wie die Sprachforscher Mark Dingemanse, Francisco Torreira und Nick Enfield vom Max-Planck-Institut für Psycholinguistik in Nijmegen herausfanden. Es ist ein Wort bzw. eine Äußerung, mit der man schnell kommunizieren kann, dass man seinen Gesprächspartner nicht verstanden hat. Diese Äußerungsform scheint universell zu bestehen; global lassen sich in den verschiedensten Sprachsystemen bzw. Einzelsprachen Äußerungen nicht nur in nahezu identischem Klang nachweisen, sondern auch mit in kommunikativer Hinsicht ähnlicher Funktion und Form. Diese Äußerungsform wird damit zu einem unverzichtbaren (basalen) Werkzeug menschlicher Kommunikation. Das erscheint bemerkenswert, da normalerweise Wörter in nicht miteinander verwandten Sprachen grundsätzlich völlig unterschiedlich klingen.
Es ist eine Fragesilbe, die im englischen: „Huh?“, dem mandarin-chinesischen: „A?“, dem spanischen: „E?“, dem laotischen: „A?“ oder dem niederländischen: „He?“ ganz ähnlich lautet und vermutlich eine Analogie darstellt. Die Arbeitsgruppe um Dingemanse, Torreira und Enfield untersuchte 200 Gespräche in 21 Sprachen. Die drei Linguisten erhielten im Jahre 2015 für ihre Arbeiten zu diesem Thema den Ig-Nobelpreis im Bereich Literatur.

## Religion

### Judentum
Das hebräische רבד (davar) kommt 2.570-mal in der hebräischen Bibel vor und wird hauptsächlich mit Wort übersetzt, obwohl es noch mehr und stärkere Bedeutungen hat. Es kann auch übersetzt werden mit „Angelegenheit, Ankündigung, Anleitung, Anliegen, Anrede, Antwort, Begebenheit, Begebnis, Beredsamkeit, Bericht, Bescheid, Betragen, Botschaft, dafür, Ding, Drohung, Ereignis, Erfordernis, etwas, Fall, Geschichte, Geschwätz, Kraft, kreatives Sagen, Leistung, Machtwort, Nachricht, normatives Sagen, Rede, Ruf, Sache, Satz, Sinn, Sprache, Streitfall, Tat, Teil, Umstand, Verfügung, Verheissung, Vorschlag, Werbung, Wirkwort, Wortlaut oder Zweck.“
Der niederländische reformierte Theologe Frans Hendrik Breukelman beschreibt es als „das Wort, das jemand spricht, und die Sache, die jemand tut“ oder „die Einheit von Wort und Tat.“ Der deutsche evangelische Pfarrer Gerhard Jankowski spricht von „tatkräftiger und wirkungsmächtiger Rede Gottes.“

### Christentum
Das Evangelium nach Johannes beginnt mit einem Prolog in der Form eines strophischen Liedes (1,1–18 ) über den logos, das Wort. Der bekannte erste Satz lautet: „Im Anfang war das Wort, und das Wort war bei Gott, und das Wort war Gott.“ Er zielt auf Jesus Christus, das fleischgewordene Wort Gottes.

### Andere Religionen
Auch in den heiligen Schriften anderer Religionen kommt dem Wort eine herausragende Bedeutung zu.

## Dichtung
- Berühmt ist Gottfried Benns zweistrophiges Gedicht Ein Wort.[40]
- Wanders Deutsches Sprichwörter-Lexikon (5. Band) präsentiert die beachtliche Anzahl von mehr als 1000 Sprichwörtern zum Thema Wort (schließt man auch Zusammensetzungen mit Wort ein: Wörtchen, Wörterbuch, Wortklauber, Wörtlein, Wortspiel, Wortstrafe): Er setzt die Worte wie der Baer die Käse usw.